# Cycloctenidae
Los ciclocténidos (Cycloctenidae) son una familia de arañas araneomorfas, que como otras seis familias entre las que destacan, por el número de especies, Clubionidae y Miturgidae, está pendiente de ser clasificadas considerándose un taxón Incertae sedis.

## Distribución
La mayor parte de los géneros son endémicos de Nueva Zelanda y Australia excepto Galliena que se encuentra en Java.

## Sistemática
Con la información recogida hasta el 31 de diciembre de 2011, Cycloctenidae cuenta con 36 especies descritas comprendidas en 5 géneros, entre los que destacan Cycloctenus con 17 especies y Toxopsiella, con doce.
- Anaua Forster, 1970 (Nueva Zelanda)
- Cycloctenus L. Koch, 1878 (Australia, Nueva Zelanda)
- Galliena Simon, 1898 (Java)
- Plectophanes Bryant, 1935 (Nueva Zelanda)
- Toxopsiella Forster, 1964 (Nueva Zelanda)